# Brzezówka (powiat jasielski)
Brzezówka – wieś w Polsce położona w województwie podkarpackim, w powiecie jasielskim, w gminie Tarnowiec. Leży na lewym brzegu rzeki Jasiołka.
| SIMC    | Nazwa    | Rodzaj    |
| ------- | -------- | --------- |
| 0360744 | Brzeziny | część wsi |
| 0360750 | Góry     | część wsi |

W latach 1975–1998 miejscowość należała administracyjnie do województwa krośnieńskiego.
Wierni Kościoła rzymskokatolickiego należą do parafii Narodzenia Najświętszej Maryi Panny w Tarnowcu, w dekanacie Jasło Wschód diecezji rzeszowskiej.